# Первая (река, впадает в Камчатский залив)
Первая — река на полуострове Камчатка в России.
Длина реки — 34 км. Протекает по территории Усть-Камчатского района Камчатского края. Впадает в Камчатский залив Тихого океана.
В пойме обильно произрастают ягоды, вероятно от этого произошло ительменское название реки Аннангочь — «морошечная река».

## Данные водного реестра
По данным государственного водного реестра России относится к Анадыро-Колымскому бассейновому округу.
Код объекта в государственном водном реестре — 19070000212120000019285.